# 大山慶
大山 慶（おおやま けい、1978年 - ）は、アニメーション作家、株式会社カーフの代表取締役兼プロデューサー。
日本アニメーション協会会員。

## 来歴・人物
東京都出身。イメージフォーラム付属映像研究所卒業。東京造形大学卒業。東京造形大学大学院修士課程修了。
大学の卒業制作「診察室」がBACA-JA最優秀作品賞、学生CGコンテスト最優秀賞、アルスエレクトロニカ佳作を受賞。
カンヌ国際映画祭監督週間、ロッテルダム国際映画祭、香港国際映画祭など多くの海外映画祭に正式招待される。
2006年にはアニメーションによるオムニバス映画「Tokyo Loop」に参加。愛知芸術文化センターオリジナル映像作品「HAND SOAP」（08）がオランダ国際アニメーション映画祭最優秀物語作品、アニメーテッド・ドリームス・グランプリ、オーバーハウゼン国際短編映画祭映画祭賞、アニフェスト審査員特別賞、広島国際アニメーションフェスティバル優秀賞、横浜国際映像祭優秀賞、文化庁メディア芸術祭審査員推薦作品などを受賞。
2010年には和田淳、水江未来、土居伸彰らとともにインディペンデント・レーベルCALFを設立。鈴木卓爾監督作品（『私は猫ストーカー』『ゲゲゲの女房』）では和田淳とともにアニメーション・パートを担当している。

## 参加作品
- シンキング アンド ドローイング（オムニバスアニメーション映画）

『ゆきどけ』（2004年、監督）
『診察室』（2005年、監督）
- TOKYO LOOP（オムニバスアニメーション映画）

『ゆきちゃん』（2006年、監督）
- 関西テレビ・フジテレビ『SMAP×SMAP』内、テレビ番組ブリッジ映像（2007年）
- HAND SOAP（2008年、愛知芸術文化センターオリジナル映像作品）
- 私は猫ストーカー（2009年、実写映画内アニメーション製作）
- 映画ゲゲゲの女房（2010年、実写映画内アニメーション製作）
- どちゃもん じゅにあ（2015年 - アニメーション作品監督・絵コンテ）